# Anisophyllea apetala
Anisophyllea apetala är en tvåhjärtbladig växtart som beskrevs av Scortech. och George King. Anisophyllea apetala ingår i släktet Anisophyllea och familjen Anisophylleaceae. Inga underarter finns listade i Catalogue of Life.